# Traneberg
Traneberg è un quartiere di Stoccolma nella parte occidentale della città.
Anticamente autonomo, fu annesso alla capitale nel 1949, e oggi forma una parte del più ampio quartiere cittadino di Bromma.
A Traneberg andò in scena la prima partita della Nazionale italiana di calcio in gare ufficiali, al primo turno del torneo olimpico di Stoccolma 1912, sfida che si risolse in una clamorosa sconfitta ad opera della modesta Finlandia.